# 南関町立南関第五小学校
南関町立南関第五小学校（なんかんちょうりつ なんかんだいごしょうがっこう）は、かつて熊本県玉名郡南関町大字三ツ川にあった公立の小学校。

## 概要
歴史
1874年（明治7年）創立。米富村内の小学校2校（三ツ川・四ツ原）が1931年（昭和6年）に統合され「米富尋常高等小学校」となる。1955年（昭和30年）に小学校を所管する米富村が南関町に合併したことにより、「南関町立南関第五小学校」となった。しかし翌1956年（昭和31年）に旧・米富村域が分割され、三ツ川地区が隣接する玉名市に編入されることになった。そのため、南関町立の小学校としては閉校。玉名市への移管により、1956年（昭和31年）1月に「玉名市立三ツ川小学校」として校地・校舎が継承された。
校訓・校章・校歌
通学区域
南関町のうち「大字三ツ川・四ツ原」（旧・米富村域）。中学校区は「南関町立南関第四中学校」であった。

## 沿革
- 1874年（明治7年）[1]- 賢木村字今にあった武芸稽古場を上坂下に移転し、「田原小学校」が創立。
- 1878年（明治11年）- 田原小学校が四ツ原村に移転。
- 1886年（明治19年）- 小学校令施行により、尋常科を設置の上「尋常三ツ川小学校」（本校）および「田原支校」（分校）となる。
- 1889年（明治22年）4月1日 - 町村制施行により、玉名郡2村（三津川・四ツ原）が合併の上、「米富村」が発足。
- 1892年（明治25年）4月 -「三ツ川尋常小学校」に改称。田原支校が「田原尋常小学校」として独立。
- 1908年（明治41年）4月 - 改正小学校令により、尋常科5・6年および高等科（2年制）を併置の上、「三ツ川尋常高等小学校」・「田原尋常高等小学校」（尋常科6年・高等科2年）に改称。
- 1911年（明治44年） - 三ッ川尋常高等小学校、田原尋常高等小学校の校舎が完成。
- 1931年（昭和6年）- 上記2校（三ツ川・田原）を統合の上、「米富尋常高等小学校」となる
- 1941年（昭和16年）4月1日 - 国民学校令施行により、「玉名郡米富村米富国民学校」に改称。尋常科を初等科に改める。
- 1947年（昭和22年）4月1日 - 学制改革が行われる（六・三制の実施）。 
  - 国民学校初等科は、新制小学校「米富村立米富小学校」に改組・改称。
  - 国民学校高等科は青年学校普通科とともに、新制中学校「米富村立米富中学校」に改組・改称。小学校に併設される。
- 1955年（昭和30年）
  - 4月1日 - 米富村が南関町に合併したことにより、「南関町立南関第五小学校」（最終名）に改称。
  - 9月1日 - 翌年1月に、米富村のうち三ツ川地区が玉名市に編入されることに備え、以下の措置がとられる。
    - 南関町に残る四ツ原地区の児童は南関町立南関第四小学校へ編入。
    - 玉名市に編入される三ツ川地区の児童は南関町立南関第五小学校に残る。

  - 12月31日 - 閉校となる。

閉校後

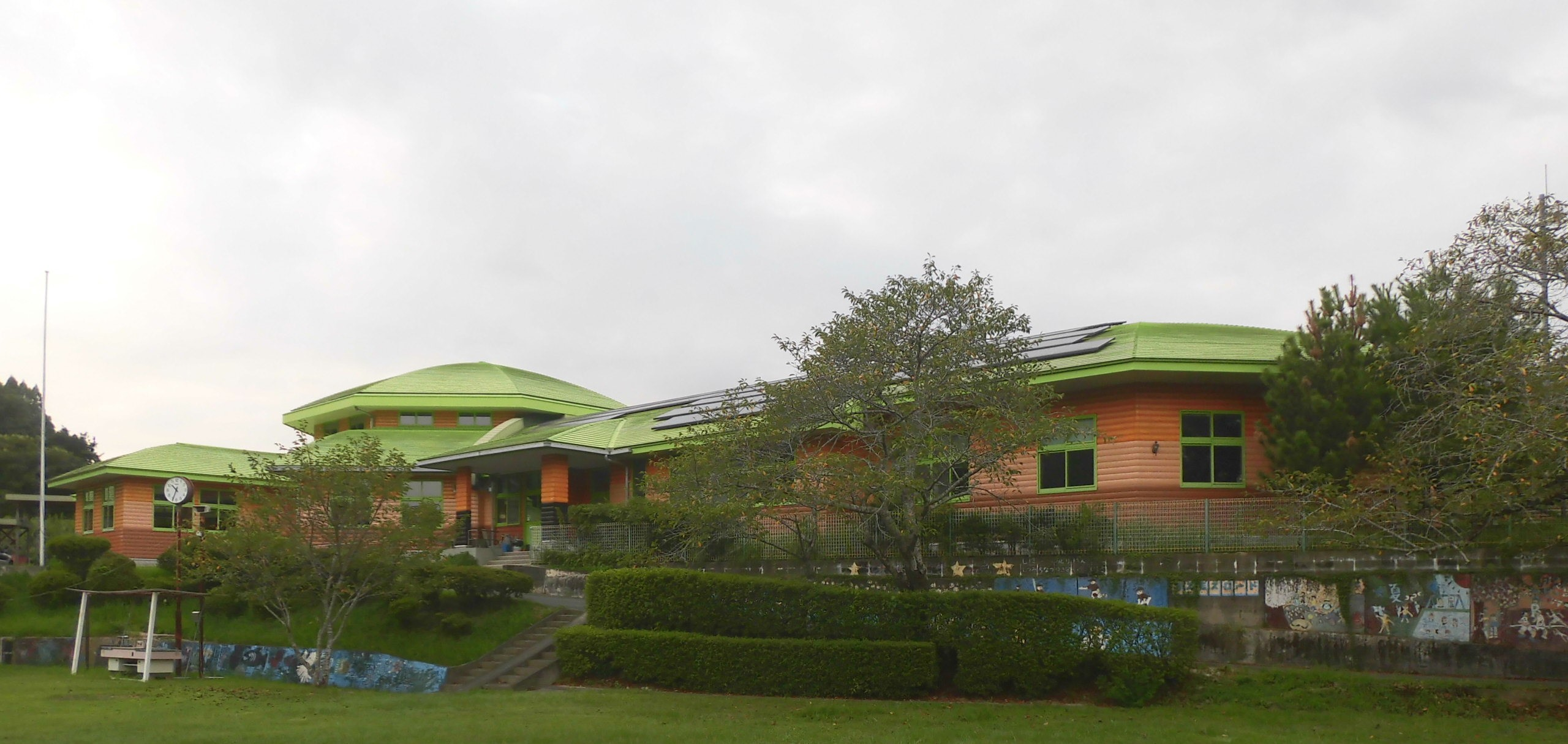
校地を継承した
玉名市立三ツ川小学校
（2018年3月閉校）

- 1956年（昭和31年）1月1日 - 南関町から玉名市への移管により、「玉名市立三ツ川小学校」が開校。
  - 旧・南関町立南関第五小学校の校舎・校地が継承される。
- 2018年（平成30年）3月31日 - 玉名市内小学校6校の統合により、玉名市立三ツ川小学校が閉校。
  - 三ツ川小学校閉校後の跡地はキャンプ場「チルミツ Chill-Out Campfield MITSUKAWA」として整備されている。